# Liste der Stadtteile Saarbrückens
Das Stadtgebiet von Saarbrücken ist gemäß § 1 der „Satzung über die Einteilung der Landeshauptstadt Saarbrücken in Stadtbezirke“ in die vier Stadtbezirke Mitte, Dudweiler, West und Halberg gegliedert. Die Stadtbezirke sind in Stadtteile und diese zum Großteil in Distrikte untergliedert.
Die Stadtbezirke von Saarbrücken mit ihrer (einstelligen) amtlichen Nummer sowie deren zugehörige Stadtteile (zweistellig) und Distrikte (dreistellig):

## 1Mitte
- 11 Alt-Saarbrücken
  - 111 Schlossplatz
  - 112 Reppersberg
  - 113 Malstatter Straße
  - 114 Triller
  - 115 Glockenwald
  - 116 Bellevue
- 12 Malstatt
  - 121 Rußhütte
  - 122 Rodenhof
  - 123 Unteres Malstatt
  - 124 Leipziger Straße
  - 125 Jenneweg
  - 126 Rastpfuhl
- 13 St. Johann
  - 131 Hauptbahnhof
  - 132 Nauwieser Viertel
  - 133 St. Johanner Markt
  - 134 Am Staden
  - 135 Kaninchenberg
  - 136 Rotenbühl
  - 137 Am Homburg
  - 138 Bruchwiese
  - 139 Universität
- 14 Eschberg
- 16 Sankt Arnual
  - 161 Wackenberg
  - 162 Winterberg

## 2West
- 21 Gersweiler
  - 211 Gersweiler-Mitte
  - 212 Ottenhausen
  - 213 Neu-Aschbach
- 22 Klarenthal
  - 221 Klarenthal
  - 222 Krughütte
- 23 Altenkessel
  - 231 Altenkessel
  - 232 Rockershausen
- 24 Burbach
  - 241 Hochstraße
  - 242 Ottstraße
  - 243 Füllengarten
  - 244  Von der Heydt

## 3Dudweiler
- 31 Dudweiler
  - 311 Dudweiler-Nord
  - 312 Dudweiler-Mitte
  - 313 Flitsch
  - 314 Kitten
  - 315 Pfaffenkopf
  - 316 Geisenkopf
  - 317 Dudweiler-Süd
  - 318 Wilhelmshöhe-Fröhn
- 32 Jägersfreude
- 33 Herrensohr
- 34 Scheidt
  - 341 Scheidt
  - 342 Scheidterberg

## 4Halberg
- 42 Schafbrücke
- 43 Bischmisheim
- 44 Ensheim
- 45 Brebach-Fechingen
  - 451 Brebach
  - 452 Neufechingen
  - 453 Fechingen
- 46 Eschringen
- 47 Güdingen
  - 471 Alt-Güdingen
  - 472 Schönbach
- 48 Bübingen